# Дамир Кахриман
Дамир Кахриман (Титово Ужице, 19. новембар 1984) је српски фудбалски голман.

## Клупска каријера
Фудбалом је почео да се бави у екипи Севојна. Веома брзо стигао је позив из Слободе из Ужица, па је након запажених наступа у кадетима ФК Слобода Ужице, са непуних 17 година био прекомандован у први тим ужичке Слободе. Следећа станица је био ивањички Јавор. Нешто више прилика да покаже колико може добио је у Земуну где је тада први голман био Владимир Стојковић. Након одласка Стојковића из клуба Кахриман је постао први голман, да би му добре партије у Земуну донеле селидбу у редове новосадске Војводине.
У јануару 2008. напустио је редове Војводине и ставио параф на двоипогодишњи уговор са турским прволигашем Коњом, али се вратио након годину дана у Србију и обукао дрес Рада. Једногодишња позајмица клубу са Бањице је истекла, али сарадња није продужена. Након тога одлази у свој бивши клуб Јавор, где је годину и по дана стајао између статива пре него што се поново отиснуо у иностранство, овог пута у украјинску Таврију (2010–14). Почетком јула 2014. потписао је двогодишњи уговор са Црвеном звездом као слободан играч, јер је након руске анексије Крима расформиран украјински клуб Таврија.
У екипи Црвене звезде је провео четири сезоне и учествовао је у освајању две шампионске титуле (2016, 2018). Био је први голман у сезони 2015/16, код тренера Миодрага Божовића, када је освојена титула. У преостале три сезоне је углавном имао статус резервног голмана. Након напуштања Црвене звезде лета 2018. године, Кахриман је играо у Грчкој за Ираклис и Ламију.
У октобру 2020. је потписао за београдски Рад, са којим је на крају такмичарске 2020/21. испао из Суперлиге Србије. У јуну 2021. је потписао за Раднички из Ниша. За Јавор је по трећи пут потписао почетком 2022.

## Репрезентација
Бранио је за све млађе репрезентативне селекције. Са репрезентацијом Србије до 21 године освојио је друго место на Европском првенству 2007. у Холандији. 
За сениорску репрезентацију Србије је одиграо осам утакмица. Дебитовао је 6. фебруара 2008. против БЈР Македоније (1:1) у Скопљу а последњи пут је наступио 25. маја 2016. против Кипра (2:1) у Ужицу.

## Трофеји

### Црвена звезда
- Суперлига Србије (2): 2015/16, 2017/18.